# Cocculiniformia
Super-ordre
Cocculiniformia est un super-ordre de gastéropodes qui regroupe des animaux cosmopolites pouvant vivre aussi bien à 30 mètres de profondeur que dans la zone hadale. De petite taille, les spécimens du super-ordre des Cocculiniformia se reconnaissent à leur coquille incolore et sans nacre, et à leur forme de capuchon ou de patelle.

## Liste des super-familles
Selon World Register of Marine Species (24 octobre 2014) :
- super-famille Cocculinoidea Dall, 1882

On y ajoutait auparavant la super-famille des Lepetelloidea Dall, 1882, désormais rangée dans les Vetigastropoda.